# Lowell North
 (juin 2019).
Si vous disposez d'ouvrages ou d'articles de référence ou si vous connaissez des sites web de qualité traitant du thème abordé ici, merci de compléter l'article en donnant les références utiles à sa vérifiabilité et en les liant à la section « Notes et références ».
Pour les articles homonymes, voir North.
Lowell Orton North (né le 2 décembre 1929 à Springfield (Missouri) et mort le 2 juin 2019 à San Diego (Californie)) est un marin américain, un médaillé d'or olympique et un homme d'affaires. 

## Biographie
Lowell North participe aux Jeux olympiques d'été de 1964 où il remporte la médaille de bronze dans la catégorie Dragon en compagnie de Charles Rogers et Richard Deaver. Il a participé en 1968 aux Jeux Olympiques d'été à Mexico, où il a reçu une médaille d'or dans la classe star avec le bateau North Star, en collaboration avec Peter Barrett. Il a créé en 1957 à San Diego (Californie) un petit atelier de voilerie de 50 m2 ; c'est la naissance de North Sails. Aujourd'hui, North Sails est la première voilerie au monde avec 63 grands planchers et 56 points de service et bureaux de vente dans 29 pays.